# Папуа (провинция)
Папуа (на индонезийски: Papua) е най-голямата и най-източната провинция на Индонезия, съставляваща по-голямата част от Западна Нова Гвинея. Граничи с Папуа Нова Гвинея на изток, провинция Западна Папуа на запад, Тихия океан на север и Арафурско море на юг. Според преброяването от 2010 г., в Папуа живеят 2 833 381 души, повечето от които са християни. Оценките от средата на 2019 г. сочат 3 347 100 жители.. Провинцията е разделена на 28 окръга и един град – административния център и най-голям град Джаяпура.
Провинцията се нарича Ириан Джая и включва цяла Западна Нова Гвинея до 2001 г., когато е създадена провинция Западна Папуа. През 2002 г. Папуа получава сегашното си име и получава специален автономен статут в индонезийското законодателство. В провинцията се намира най-високата точка на Индонезия – връх Джая.

## История
Индонезия обявява независимостта си през 1945 г. и присвоява всичките територии на бившата Нидерландска Индия, включително и Западна Нова Гвинея. Въпреки това, областта остава под холандска власт до средата на 1960-те години, поради което Индонезия многократно предприема военни офанзиви в региона. През 1962 г. е подписано Нюйоркското съглашение, според което администрацията на областта временно се прехвърля на Индонезия, която е задължена през 1969 г. да проведе референдум сред папуасите, които следва да решат дали да останат част от Индонезия или да създадат своя независима държава. Референдумът е зачетен от международната общност и областта става неразделна част от Индонезия.
През януари 2003 г. президентът на страната Мегауати Сукарнопутри подписва заповед, която разделя Папуа на три провинции: Централна, Източна (днешна Папуа) и Западна. Управниците започват да се назначават през февруари, но управлението на Централна Папуа се забавя до 2003 г., поради насилствени местни протести. Създаването на тази отделна централна провинция е блокирано от индонезийските съдилища, които я обявяват за противоконституционна и нарушаваща специалната автономия на Папуа. Въпреки това, разделянето на Папуа и Западна Папуа е запазено и се установява като факт.

## География
Централна планинска верига в посока изток-запад очертава терена на остров Нова Гвинея. Нейната обща дължина е 1600 km. Западната част е около 600 km дълга и около 100 km широка. Най-високият ѝ връх, Джая, достига 4884 m надморска височина. От планината изтичат множество реки, редовно захранвани от тропичния климат. Линията на дърветата достига до около 4000 m, а най-високите части съдържат постоянни екваториални ледници, които се топят бързо вследствие глобалното затопляне. С изключение на високите места, повечето райони имат горещ и влажен климат през годината, с известни сезонни колебания вследствие североизточния мусонен сезон.
Южните и северните низини обхващат стотици километри и включват дъждовни гори, влажни зони, савани и мангрови гори. Южните низини са част от националния парк Лоренц, който е включен в списъка на световното културно и природно наследство на ЮНЕСКО.
Най-дългата река в провинцията е Мамберамо. Тя е разположена в северната ѝ част и е реката с най-голям отток в страната.
В провинцията живеят множество различни местни племена и народи. Повечето от тях са християни
Кариерата Грасберг се намира близо до връх Джая и е най-голямата златна мина, както и една от най-големите медни мини в света.